# Metaheerhuis (Gouda)
Het Metaheerhuis (in het Hebreeuws: Beth Thora) van Gouda was een huis waar overledenen werden gewassen en gereinigd voor hun begrafenis. Het huisje ligt aan de achterzijde van het joodse rusthuis Centraal Israëlitisch Oude Mannen- en Vrouwenhuis voor Nederland en de Koloniën (nu: Gebouw De Haven) aan de Oosthaven van de Nederlandse stad Gouda. 
In tegenstelling tot andere plaatsen was het Metaheerhuis in Gouda niet te vinden op de Joodse begraafplaats, maar werd het in 1899 gebouwd op het terrein van het rusthuis. In het Metaheerhuis (huis der reiniging) werden overledenen gewassen, aangekleed en gebeden gezegd. De Joodse begraafplaats bevond zich tot 1930 aan de Boelekade en vanaf 1930 aan de Bloemendaalseweg.
In de Tweede Wereldoorlog werden de bewoners van het rusthuis gedeporteerd naar Westerbork. De meesten van hen werden vermoord in Sobibór, maar ook in Auschwitz, Bergen-Belsen en elders in Midden-Europa. Twee van hen kwamen om in Westerbork. Het pand werd na de oorlog verkocht aan de Hervormde Kerk. Nadat de nieuwe eigenaar het tussen 1989 en 1994 had gerestaureerd, werd besloten het Metaheerhuis in te richten als een gedenkplaats voor alle Goudse Joden die in de Tweede Wereldoorlog zijn vermoord.
In het Metaheerhuis bevindt zich een oorlogsmonument. Het zijn drie glaspanelen met daarop de namen van omgebrachte Joodse stadgenoten.
Het Metaheerhuis van Gouda is erkend als rijksmonument.